# 실비 베르니에
실비 베르니에(프랑스어: Sylvie Bernier, CM, CQ, 1964년 1월 31일~)는 캐나다의 다이빙 선수이다.
퀘벡주 생트푸아 출신으로 1984년 로스앤젤레스 하계 올림픽에서 3m 스프링보드 종목의 금메달을 획득하였다. 1985년 퀘벡 국립 훈장의 나이트 직위를 받고, 캐나다 훈장의 높은 시민 명예상이 수여되었다.
토리노 동계 올림픽에서 캐나다 올림픽 팀의 기장을 지내다가, 2008년 베이징 하계 올림픽에서 팀장을 맡았다. 2003년 퀘벡 대학교 몬트리올에서 경영 학위를 취득하였다.